# Aszur-szaduni
Aszur-szaduni lub Aszur-szadduni (akad. Aššur-šadûni lub Aššur-šaddûni, w transliteracji z pisma klinowego zapisywane maš-šur-KUR-u/ú-ni; tłum. „Aszur jest naszą górą”) – władca Asyrii (ok. 1500 r. p.n.e.), syn i następca Nur-ili; według Asyryjskiej listy królów panował on jedynie przez jeden miesiąc, po czym odsunięty został od władzy przez swego wuja Aszur-rabi I, który go zastąpił. Władca bardzo słabo znany - nie odnaleziono żadnych należących do niego inskrypcji królewskich.